# Internet Explorer 9
Internet Explorer 9 (полное название — Windows Internet Explorer 9, сокращённо IE9) — девятая версия обозревателя Internet Explorer от Microsoft, выпущенная 14 марта 2011 года. Первая с 1999 года версия Internet Explorer, выход которой не был привязан к выходу какой-либо версии Microsoft Windows (выпущен между Windows 7 и Windows 8). Internet Explorer 9 предназначен для операционных систем Windows 7, Windows Server 2008 R2, Windows Vista с пакетом обновления 2 и Windows Server 2008 с установленным обновлением Platform Update. IE9 стал последней версией браузера, в названии которой присутствует слово «Windows», поскольку в десятой версии оно было убрано.
IE9 поддерживает некоторые компоненты еще незаконченной спецификации HTML5, многие компоненты CSS 3, формат шрифтов Web Open Font Format, векторную графику в формате SVG, цветовые профили ICC версий 2 и 4, обеспечивает более быструю обработку JavaScript. Также, в IE9 представлено аппаратное ускорение отрисовки графики при помощи Direct2D.

## История версий
| Цвет    | Значение               |
| ------- | ---------------------- |
| Серый   | Предварительная версия |
| Зелёный | Конечная версия        |

| Имя                                    | Версия         | Дата выпуска | Очки Acid3 | Новые особенности |
| -------------------------------------- | -------------- | ------------ | ---------- | --- |
| Internet Explorer 9 Platform Preview 1 | 1.9.7745.6019  | 2010-03-16   | 55/100     | Поддержка CSS3 и SVG, а также новый JavaScript движок Chakra. |
| Internet Explorer 9 Platform Preview 2 | 1.9.7766.6000  | 2010-05-05   | 68/100     | Улучшена производительность JavaScript, CSS Media Queries. |
| Internet Explorer 9 Platform Preview 3 | 1.9.7874.6000  | 2010-06-23   | 83/100     | HTML5 аудио, HTML5 видео, и canvas элемент, а также WOFF. |
| Internet Explorer 9 Platform Preview 4 | 1.9.7916.6000  | 2010-08-04   | 95/100     | JavaScript движок интегрирован в основные элементы браузера. |
| Internet Explorer 9 Platform Preview 5 | 1.9.7930.16406 | 2010-09-15   | 95/100     | Новый значок IE9. |
| Internet Explorer 9 Beta               | 9.0.7930.16406 | 2010-09-15   | 95/100     | Новый пользовательский интерфейс. |
| Internet Explorer 9 Platform Preview 6 | 1.9.8006.6000  | 2010-10-28   | 95/100     | CSS3 2D transforms и HTML5 semantic tags. |
| Internet Explorer 9 Platform Preview 7 | 1.9.8023.6000  | 2010-11-17   | 95/100     | Улучшена производительность JavaScript. |
| Internet Explorer 9 Platform Preview 8 | 1.9.8080.16413 | 2011-02-10   | 95/100     | Улучшена производительность, усовершенствована совместимость и добавлена возможность отслеживания местоположения. |
| Internet Explorer 9 Release Candidate  | 9.0.8080.16413 | 2011-02-10   | 95/100     | Улучшена производительность, фильтрация InPrivate переименована в Tracking Protection (В русскоязычной версии «Защита от слежения»), немного изменен пользовательский интерфейс, добавлена поддержка еще нескольких веб стандартов, возможность поместить вкладки в отдельную строку и другие улучшения. |
| Internet Explorer 9                    | 9.0.8112.16421 | 2011-03-14   | 100/100    | Улучшена производительность, улучшен Tracking Protection. |

## Разработка
Развитие IE9 началось вскоре после окончательного выпуска IE8 и Microsoft начала принимать предложения от пользователей через Microsoft Connect. До сих пор команда разработчиков IE9 сосредоточена на улучшении поддержки HTML5 и добавление поддержки для XHTML и SVG.
Информация об Internet Explorer 9 появилась на конференции PDC 2009 в ноябре 2009 года. Команда разработчиков начала работу над ним в конце октября 2009 года и уже достигла некоторых результатов. Так, движок отображения был переведён с GDI+ на DirectX, что позволяет рисовать более гладкие кривые (в том числе в шрифтах), а также ускорил работу браузера более чем в 5 раз по сравнению с прежней версией. На продемонстрированной странице с тем же самым маршрутом скорость прорисовки в IE8 составляла 7 кадров в секунду, а в IE9 — 130 кадров в секунду. Также первая сборка Internet Explorer 9 набирает 32 из 100 в тесте Acid3 против 20 в IE8.
Первая предварительная версия браузера (англ. Platform Preview) вышла 16 марта 2010 года. Эта версия набирала 55 баллов из 100 в тесте Acid3. Кроме того эта версия также продемонстрировала более быструю обработку JavaScript.
5 мая 2010 года вышла вторая предварительная версия браузера, в которой было исправлено множество ошибок, а также существенно ускорилась обработка страниц и более грамотное потребление ресурсов компьютера. В тесте Acid3 он набирает 68 из 100 и скорость обработки JavaScript уменьшилась до 473 мс, а также полное прохождение стандартам W3C. Также он будет поддерживать кодеки H.264/MPEG4 и MP3/ACC. 23 июня вышла третья предварительная версия. В тесте Acid3 он уже набирает 83 из 100 и скорость обработки JavaScript уменьшилась до 347 мс. 5 августа вышла четвёртая предварительная версии в тесте Acid3 он уже набирает 95 из 100.
Финальная версия Internet Explorer 9 вышла 14 марта 2011 года, спустя ровно один год с момента выпуска первой Platform Preview версии.

## Интерфейс
Internet Explorer 9 включает в себя значительные изменения в пользовательском интерфейсе по сравнению с предыдущими версиями. К ним относятся:
- Важнейшие сайты: Интеграция с панелью задач Windows 7.
- Диспетчер загрузок: позволяет приостанавливать и возобновлять загрузку файлов, а также сообщать о загрузках вредоносных файлов.
- Адресная строка с функцией автодополнения.
- Расширения и другие приложения — вкладки отображаются рядом с адресной строкой (есть возможность иметь отдельную строку, как и в IE8) с функцией закрытия неактивной вкладки.
- Приложения на Performance Advisor: Показывает, какие дополнения могут замедлять работу браузера, а затем позволяет отключить или удалить их.
- Компактный пользовательский интерфейс.
- Скруглённые границы окна.

## Новые функциональные возможности

### JavaScript
В Internet Explorer 9 используется новый движок JavaScript «Chakra», увеличивающий производительность исполнения сценариев на языке JavaScript. Также добавлена поддержка элементов ECMAScript 5.

### DOM
В Internet Explorer 9 улучшена поддержка DOM уровней 2 и 3.

### CSS3
Добавлена поддержка многих компонентов CSS3:
- двумерные преобразования;
- модуль фонов и границ;
- модуль цвета;
- модуль шрифтов;
- модуль запроса носителей;
- модуль пространств имен;
- модуль значений и единиц измерения;
- селекторы CSS3.

### HTML5
Internet Explorer 9 поддерживает спецификацию HTML5:
- элемент audio, позволяющий проигрывать аудиофайлы MP3 и AAC;
- элемент canvas, позволяющий создавать растровую графику;
- элемент video, позволяющий проигрывать видео-файлы H.264/MPEG-4 AVC и WebM (при наличии установленного кодека VP8);
- структурные элементы article, aside, figcaption, figure, footer, header, hgroup, mark, nav, section;
- векторная графика в формате SVG, в том числе внедряемая в HTML;
- API для географического расположения.

## Мобильная версия
В феврале 2011 года на Mobile World Congress Стив Балмер анонсировал большое обновление для Windows Phone 7, которое должно было выйти к концу 2011 года и включать мобильную версию Internet Explorer 9, которая будет поддерживать те же стандарты, что и обычная версия (в том числе HTML5), а также аппаратное ускорение, как на ПК версии. Microsoft продемонстрировала аппаратное ускорение на тесте fish-tank используя тестовую версию мобильного IE9 и сравнила с низкой производительностью в браузере Safari на iPhone.

## Критика
Эксперт в области компьютерной безопасности Тодд Фейнман выступил с критикой браузера Internet Explorer 9, обвинив разработчиков, что они не обеспечивают должной защиты пользовательских паролей.

### Комментарии
1. ↑  Ранние сборки браузера были включены в ранние сборки Windows 8. Релиз же итоговой версии браузера не был привязан к выпуску какой-либо версии Windows. Браузер был доступен для пользователей Windows Vista SP2 и Windows 7, а также их серверных аналогов.